# Casuaria
Casuaria is een geslacht van vlinders van de familie snuitmotten (Pyralidae), uit de onderfamilie Chrysauginae.

## Soorten
- C. angulinea Schaus, 1913
- C. armata Walker, 1866
- C. catocalis Ragonot, 1891
- C. crumena Felder & Rogenhofer, 1874
- C. erythralis Hampson, 1906
- C. excissimalis Dyar, 1923
- C. lycealis Dyar, 1910
- C. neglecta Schaus, 1913
- C. physophora Felder, 1874
- C. purpurea Schaus, 1913